# LIFE (小沢健二のアルバム)
『LIFE』（ライフ）は、 日本のシンガーソングライターである小沢健二の2枚目のスタジオ・アルバム。1994年8月31日に東芝EMIから発売された。アルバムはオリコン週間アルバムランキングで最高位5位を記録。

## 解説
前作『犬は吠えるがキャラバンは進む』から約11か月ぶりにリリースされた。本作は恋愛をテーマにした曲がほとんどである。ブラスやストリングスを取り入れたソウル調の楽曲が多く収録されており、小沢が一躍世間に知られるきっかけとなったアルバムである。
数曲で、コーラスにヒックスヴィルの真城めぐみ、アレンジに東京スカパラダイスオーケストラのメンバーが参加しており、ホーンセクションを多用した楽曲が多く収録されている。なお、本作に収録の全9曲のうち7曲がシングルカットされている。
裏ジャケットには、全曲に英語タイトル表記が別記されている。
CD盤とアナログ盤とでは、ジャケットに載っているロゴの位置が若干異なる。また、パッケージにも相違点があり、発売当初は「CDトレイは透明・裏ジャケットの裏（CDトレイの下）の写真は夜の東京タワーをバックに小沢が背伸びをしている」というものだったのに対し、1997年以降に発売されたものは「CDトレイは白・裏ジャケットの裏の写真は無く白紙」であった。
音楽雑誌ミュージック・マガジンが発表した「90年代の邦楽アルバム・ベスト100」で1位に選出された。

## 収録曲

### CD
| #         | タイトル | 作詞・作曲                        | 編曲                              | 時間  |
| --------- | --- | --------------------------------- | --------------------------------- | ----- |
| 1.        | 「愛し愛されて生きるのさ」(LOVE IS WHAT WE NEED)                                                                                             | 小沢健二                          | 小沢健二                          | 4:22  |
| 2.        | 「ラブリー」(LOVELY) | 小沢健二                          | - 小沢健二 - 弦編曲: 服部隆之     | 7:19  |
| 3.        | 「東京恋愛専科・または恋は言ってみりゃボディー・ブロー」(LOVE IS LIKE A BODY BLOW)                                                           | 小沢健二                          | - 小沢健二 -                      | 5:54  |
| 4.        | 「いちょう並木のセレナーデ」(STARDUST RENDEVOUS)                                                                                             | 小沢健二                          | 小沢健二                          | 5:23  |
| 5.        | 「ドアをノックするのは誰だ? (ボーイズ・ライフ pt.1:クリスマス・ストーリー)」(WHO'S GONNA KNOCK THE DOOR?(BOY'S LIFE pt.1:A CHRISTMAS STORY)) | 小沢健二                          | - 小沢健二 - 弦編曲: 服部隆之     | 6:08  |
| 6.        | 「今夜はブギー・バック (nice vocal)」(BOOGIE BACK (nice vocal))                                                                              | 小沢健二 光嶋誠 松本真介 松本洋介 | 小沢健二 光嶋誠 松本真介 松本洋介 | 6:08  |
| 7.        | 「ぼくらが旅に出る理由」(LETTERS,LIGHTS,TRAVELS ON THE STREETS)                                                                              | 小沢健二                          | - 小沢健二 - 弦編曲: 服部隆之     | 6:54  |
| 8.        | 「おやすみなさい、仔猫ちゃん!」(GOOD NIGHT, GIRL!)                                                                                           | 小沢健二                          | - 小沢健二 - 弦編曲: 服部隆之     | 7:57  |
| 9.        | 「いちょう並木のセレナーデ (reprise)」(AND ON WE GO)                                                                                         |                                   | 服部隆之                          | 0:51  |
| 合計時間: | 合計時間: | 合計時間:                         | 合計時間:                         | 50:56 |

### アナログ盤
A面
1. 愛し愛されて生きるのさ
2. ラブリー
3. 東京恋愛専科・または恋は言ってみりゃボディー・ブロー
4. おやすみなさい、仔猫ちゃん!

B面
1. ドアをノックするのは誰だ? (ボーイズ・ライフ pt.1:クリスマス・ストーリー)
2. 今夜はブギー・バック (nice vocal)
3. いちょう並木のセレナーデ
4. ぼくらが旅に出る理由

## 参加ミュージシャン
※出典
- 小沢健二 – Vocal（M9を除く）, Acoustic Guitar（M1 - M5, M7）, Electric Guitar（M2, M6）, Electric Guitar Solo（M4）, Horn Arrangement （M2, M3, M7, M8）
- スチャダラパー – Rap（M6）
- SHINCO – Programming（M6）
- 新銅"V"康晃 – Programming（M6）
- 木暮晋也 – Electric Guitar（M2, M4）
- 中村“キタロー”幸司 – Electric Bass（M1 - M3, M5, M7, M8）
- 青木達之 – Drums（M1 - M3, M5, M7, M8）
- 中西康晴 – Acoustic Piano（M1）, Electric Piano（M1）, Keyboards（M2 - M8）
- 朝川朋之 – Harp（M1, M2, M5, M7, M8）
- 北原雅彦 (東京スカパラダイスオーケストラ)：Trombone（M2, M3, M7, M8）, Horn Arrangement（M2, M3, M7, M8）
- GAMOU (東京スカパラダイスオーケストラ)：Tenor Sax（M2, M3, M7, M8）, Soprano Sax（M7, M8）
- NARGO (東京スカパラダイスオーケストラ)：Trumpet（M2, M3, M7, M8）, Slide Trumpet（M8）
- 石橋雅一 – Oboe（M1）
- ジェイク・H・コンセプション – Flute（M2, M7）
- 香取良彦 – Vibraphone（M8）
- 木村誠 – Percussion（M2, M5, M7, M8）
- 藤井丈司 – Claves（M8）
- 八木のぶお – Harmonica （M2, M8）
- 真城めぐみ – Backing Vocal（M1 - M5, M7）
- The Tokyo Tower Choir – "Baraba"（M3）
- The 246 Audience – Audience（M4）
- The Hip Drops – "Hip Drop"（M5）
- The Boogie Backs：Voice（M6）
- 冨岡敬之介 – Chorus（M8）
- 吉田裕加理 – Chorus（M8）
- 品川千夏 – Chorus（M8）
- 服部隆之：Strings Arrangement（M2, M5, M7, M8）, Orgel Arrangement（M9）

## テレビ番組での歌唱
シングル作品については各項目を参照
いちょう並木のセレナーデ
- 1996年10月4日 テレビ朝日『ミュージックステーション』
- 2019年11月20日 日本テレビ『スッキリ』[8]

## チャート成績

### 週間チャート
| チャート (1994年) | 最高位 |
| ----------------- | ------ |
| 日本 (オリコン)   | 5      |

| チャート (2017年)                  | 最高位 |
| ---------------------------------- | ------ |
| Japan Hot Albums (Billboard JAPAN) | 64     |
| 日本 (オリコンデジタルアルバム)    | 13     |

### 年間チャート
| チャート (1994年) | 最高位 |
| ----------------- | ------ |
| 日本 (オリコン)   | 55     |

| チャート (1995年) | 最高位 |
| ----------------- | ------ |
| 日本 (オリコン)   | 55     |

| チャート (1996年) | 最高位 |
| ----------------- | ------ |
| 日本 (オリコン)   | 201    |

## カバー
シングル作品については各項目を参照
いちょう並木のセレナーデ
- 原田知世 - カバーアルバム『恋愛小説2 -若葉のころ』（2016年5月11日発売）の初回限定盤にボーナストラックとして収録[12]。バラード・セレクション・アルバム『Candle Lights』（2019年10月16日）にも収録された。

## リリース履歴
| 発売日        | 形態                   | 規格品番  | レーベル                   | 備考                                             |
| ------------- | ---------------------- | --------- | -------------------------- | ------------------------------------------------ |
| 1994年8月31日 | CD                     | TOCT-8495 | イーストワールド / 東芝EMI |                                                  |
| 1994年9月21日 | LP盤                   | TOCT-8495 | イーストワールド / 東芝EMI |                                                  |
| 2002年2月6日  | CD                     | TOCT-8495 | イーストワールド / 東芝EMI |                                                  |
| 2017年12月8日 | デジタル・ダウンロード | ―         | UNIVERSAL MUSIC JAPAN      | ベスト・アルバム『刹那』と共に配信が開始された。 |
| 2024年7月24日 | デジタル・ダウンロード | ―         | UNIVERSAL MUSIC JAPAN      | ハイレゾ・リマスター。                           |